# Анна-Ніколь Сміт
Вікі Лінн Гоуґан, відома як Ганна-Ніколь Сміт (англ. Anna Nicole Smith; 28 листопада 1967, Х'юстон — 8 лютого 2007, Голлівуд) — американська фотомодель, акторка, танцюристка, кінопродюсерка й телеперсона. 
У пам'ять про неї 2011 року на сцені Королівського театру Ковент-Гарден відбулася прем'єра опери Ганна Ніколь, де головну роль виконала голландська оперна співачка Єва-Марія Вестбрук.

## Біографія
Вікі Лінн Гоуґан народилася 28 листопада 1967 року в місті Г'юстон (штат Техас) у родині Дональда Гоуґана та Вірджі Тейберс. Батько скоро покинув сім'ю, і виховувала її матір та тітка Елані. Коли мати одружилася вдруге з Дональдом Гартом в 1971 році, Вікі Лінн взяла прізвище вітчима та почала називати себе Ніккі Гарт. 
Закінчивши вісім класів школи, почала працювати офіціанткою в ресторані. Тут зустріла кухаря Біллі Сміта, з яким одружилася 4 квітня 1985 року. У 18 народила сина Даніела Вейна Сміта (Daniel Wayne Smith). У 1987 року розійшлася зі Смітом та працювала певний час в Г'юстоні на різних роботах. Пізніше почала працювати танцюристкою в одному зі стриптиз-клубів міста. 
Там у 1991 році познайомилася з техаським мільярдером Говардом Маршаллом. За два роки стосунків 89-річний Маршалл кілька разів пропонував їй шлюб, який вона взяла 27 червня 1994 року у Г'юстоні. Через 13 місяців після весілля чоловік помер, залишивши величезну спадщину. Діти Маршалла протягом років судилися зі Сміт за розподіл майна та оскарження її права на спадщину. В 1996 року Сміт навіть була вимушена оголосити банкрутство, але справа дійшла до Верховного Суду США, який 1 травня 2006 року визнав остаточне право Сміт на частину спадщини мільярдера.
Ганна-Ніколь Сміт довгі роки залишалася в центрі уваги американської преси, і її заява 1 червня 2006 року про вагітність стала новиною № 1 в багатьох американських медіа. Оскільки вона не була одружена, виникло багато теорій і пліток щодо батька. 7 вересня 2006 року Сміт народила дочку Даннілін Гоуп Маршалл Стерн (Dannielynn Hope Marshall Stern) на Багамських островах, офіційно батьком визнали адвоката Сміт Говарда Стерна. За тестом ДНК пізніше батьком визнали колишнього фотографа Сміт Леррі Біркгеда.
10 вересня 2006 року, через три дні після пологів, раптово помер її 20-річний син Даніел. Офіційна причина смерті — велика кількість різних медикаментів, які юнак вжив у готелі, коли відвідував матір і сестру на Багамських островах. Сміт сприйняла втрату дуже важко і майже не виходила з маєтку впродовж багатьох тижнів.
Ганна-Ніколь Сміт померла 8 лютого 2007 року у Голлівуді, Флорида в готелі. За свідченням друзів зірки, вона почувалась погано протягом кількох днів перед смертю. Офіційною причиною смерті стало передозування ліків та шкідлива реакція різних медикаментів. Довгий час її близькі сперечалися в суді про місце поховання. Рішенням суду її тіло було передане Говардові Стернові. Похована 2 березня 2007 року за її власним бажанням поруч із могилою її сина Даніела в Нассау на Багамських островах.

## Кар'єра
Вікі Лінн Гоуґан стала відомою у 1993 року з появою її фото на обкладинці журналу «Плейбой», після якої Гоуґан почали називати «новою Мерилін Монро». Вона заохочувала це порівняння, змінивши зачіску і манеру поведінки у стилі Мерилін. Для «Плейбою» вона знялася ще кілька разів, всі з яких американська публіка прийняла схвально. У цей час взяла ім'я на Ганна Ніколь Сміт і отримала вигідні рекламні контракти з виробником джинсів Guess.

## Фільмографія
- Підручний Гадсакера (1994)
- Голий пістолет 33⅓: Остання образа (1994)
- To the Limit (1995)
- Skyscraper (1997)
- Еллі Мак-Біл (1999) (епізод "Pyramids on the Nile")
- Wasabi Tuna (2003)
- Будь крутішим! (2005)
- Illegal Aliens (2006)